# Bandida (canción)
Bandida es un sencillo promocional de la cantante y drag queen brasileña Pabllo Vittar con la participación de la cantante brasileña Ludmilla. Fue lanzado el 5 de octubre de 2018 como el primer sencillo de EP Ele Não (2018), proyecto en colaboración con varios artistas. El coro de la canción utiliza una muestra de los temas "Ai Como Eu Tô Bandida" del cantante brasileño MC Mayara.

## Videoclip
El videoclip fue dirigido por Bruno Ilogti, con la participación especial de los artistas Bruno Gagliasso, Mandy Candy, MC Biel, MC Livinho, MC Kevinho, Paulo Gustavo y Rodrigo Sant'Anna. El video es parte de una historia cronológica que continúan otros artistas con canciones incluidas en el EP.
La obra critica el discurso de odio, presenta a Pabllo Vittar y Ludmilla como dos justicieros que intentan asesinar a un político que propaga la misoginia, el racismo y la homofobia en su campaña. En un momento determinado del clip, el candidato (interpretado por el actor Bruno Gagliasso) aparece hospitalizado tras el intento de asesinato.
A pesar de las similitudes con el momento político actual en Brasil, la producción comienza con un mensaje que dice que es una obra de ficción y sin ningún compromiso con la realidad.

### Historia
En detalle, el clip comienza con Pabllo y Ludmilla siendo interrogados en diferentes confesionarios con dos policías. Cuando comienza la música, la escena cambia a Pabllo antes del interrogatorio, donde ella está negociando con un chico y preparándose para un evento. Durante el pre-coro, la escena cambia a un cabaret, donde Pabllo, disfrazado con una máscara y fantasía sexual, atrae al político a una habitación, donde ella inicia un masaje y luego le rompe brazos y piernas. Durante el estribillo, el cuerpo del político es arrojado fuera del cabaret, donde es fusilado por varias personas presentes (en esta escena, hay una referencia explícita al movimiento social "ya armamento", que estaba ganando popularidad en Brasil).
La escena corta a Pabllo recibiendo la noticia de que el político (llamado Jailson Mendias) no ha sido asesinado, por lo que Pabllo hace una llamada simplemente diciendo "Ludmilla". La escena corta a Pabllo, disfrazado de enfermera, y a Ludmilla, disfrazada de paciente, en el hospital donde ingresa Jailson. La sala en la que se encuentra el político está custodiada por guardaespaldas, que pronto son eliminados por los artistas, mientras comienza el verso de Ludmilla. Luego Pabllo y Ludmilla llevan al político a una ambulancia en el hospital, donde los conductores se alían con los cantantes (interpretados por los otros artistas). Cuando comienza el coro, la escena cambia a los cantantes que interpretan la coreografía de la canción en el estacionamiento del hospital, luego las escenas alternan entre el interrogatorio, el estacionamiento y el interior y el exterior de la ambulancia en movimiento.

### Controversias
El video musical fue criticado y boicoteado por varias razones. El principal fue su asociación con el intento de asesinato del candidato republicano Jair Bolsonaro en ese momento. Otro motivo fue la acusación de sexualizar la profesión de enfermería por las escenas en las que aparece Pabllo. Por estas razones y debido a la violencia explícita, YouTube ha restringido el video musical solo a personas mayores de 18 años.